# Zdobywcy Pewnych Oskarów
Zdobywcy Pewnych Oskarów – polski zespół rockowy, powstały w 1995 roku z inicjatywy Wojciecha Jana Pytkowskiego. 

## Charakterystyka
Zespół wielokrotnie podejmował akcje promocyjne oraz charytatywne, współpracując między innymi z Fundacją Polsat. Grupa wystąpiła także jako support przed występem gitarzysty Ala Di Meoli w Płocku, będącym gościem specjalnym pierwszego dnia festiwalu Cinemagic.pl.
Debiutancki album studyjny zespołu Anioły niebios ukazał się w 1997 roku. 
Grupa ma na swoim koncie również promo single „Lokomotywa marzeń stu”, „Nie teraz Banderas” oraz „Ojciec Chrzestny”.
W 2003 roku ich utwór „Pia” zakwalifikował się do Krajowych Eliminacji do Konkursu Piosenki Eurowizji, mających wyłonić reprezentanta na 48. Konkurs Piosenki Eurowizji. Podczas koncertu 25 stycznia 2003 roku zespół wystąpił jako czternasty w kolejności, nie awansował do ścisłego finału, zdobył jednak pierwsze miejsce wśród głosów internautów. W tym samym roku zajął także II miejsce na festiwalu Presleyada.
Mottem zespołu jest sentencja „miarą sukcesu jest ilość własnych wrogów”. Zespół od samego początku do samego końca występował w programie TVP1 "Jeśli nie Oxford to co?"

## Dyskografia
Opracowano na podstawie materiału źródłowego.
- 1997: Anioły niebios
- 2000: Sposób na miękkiego
- 2012: Odrodzenie